# Estádio Municipal Olivério Bazzani Filho
O Estádio Municipal Olivério Bazzani Filho, ou Arena da Fonte Luminosa, está localizado na cidade brasileira de Araraquara, no interior de São Paulo. É o estádio onde a Associação Ferroviária de Esportes (AFE) manda seus jogos.
Até o ano de 2023 o estádio levava o nome do ex-governador do estado Doutor Adhemar de Barros. Contudo, foi aprovado pela Câmara Municipal de Araraquara o Projeto de Lei nº 150/2023 que altera o nome do estádio, denominando "Estádio Municipal Olivério Bazzani Filho", homenageando o jogador mais famoso da história da AFE. Uma emenda manteve o nome de Adhemar de Barros no pórtico da fachada e nas torres de iluminação, originais da época da construção e tombados pelo patrimônio histórico.

## História
O jogo inaugural se deu em 10 de junho de 1951 numa partida disputada entre a Ferroviária e o Vasco da Gama, com este vencendo pelo placar de 5 a 0, com o primeiro gol marcado por Friaça.
Uma partida amistosa entre Ferroviária e Ponte Preta no dia 24 de agosto de 1960, marcou a inauguração da iluminação do estádio. Na ocasião, a partida terminou empatada em 3 a 3.
Em 22 de outubro de 2009, após um período de reformas, foi reinaugurada a Arena Multiuso da Fonte Luminosa. No primeiro jogo após a reforma a Ferroviária venceu o Ituano Futebol Clube por 2 a 1 com um público de 21.254 pessoas em partida válida pela Copa Paulista.
O Museu do Futebol e Esportes de Araraquara foi inaugurado em 10 de março de 2010, localizado no portão principal da Arena. Conta com acervo relacionado ao esporte local. O destaque é o futebol profissional da Ferroviária, mas o museu também apresenta material sobre o futebol amador, outros esportes e personalidades da crônica esportiva da cidade.

## Infraestrutura
- Vestiário
- Acesso para a imprensa
- Bilheterias
- Loja oficial
- Centro Médico
- Posto policial
- Bares e lanchonetes
- Área VIP
- Elevadores com acesso aos camarotes
- Sala de reminiscências esportivas
- Complexo aquático olímpico ao lado do estádio

## Especificações técnicas
- Arquibancada coberta, com assentos numerados para 20.205 pessoas;
- Gramado natural com dimensões de 105 x 68 metros;
- Área VIP com capacidade para 1.136 lugares numerados, com acessibilidade;
- Espaço com 15 camarotes para imprensa e emissoras de televisão;
- Acessibilidade a pessoas com deficiências;
- 5 conjuntos de banheiros;
- 27 bilheterias;
- 22 catracas BWA;
- 3 lojas de conveniência;[carece de fontes?]
- Salas de apoio (centro de controle e organização).

## Jogos históricos
- Ferroviária 4 × 0 Santos - Campeonato Paulista de Futebol de 1960 - 4 de setembro de 1960, o Santos já jogava com Pelé, revelado 2 anos antes na Copa do Mundo de 1958. Por coincidência, nesta mesma data Araraquara recebeu a visita de outra personalidade internacional: o filósofo contemporâneo francês Jean Paul Sartre, hoje já falecido. Este ministrou uma conferência na então Faculdade de Filosofia da UNESP, hoje a Casa da Cultura de Araraquara, sendo assistido entre várias outras ilustres presenças, pelo casal Sr. Fernando Henrique Cardoso e Sr.ª Ruth Cardoso, futuros Presidente e 1.ª Dama do país.[9]
- Ferroviária 2 × 1 Ituano - Copa Paulista 2009 - (reinauguração da nova Arena)
- Oeste 1 × 2 Corinthians - Paulista de 2010
- Oeste 0 × 0 São Paulo - Paulista de 2010
- Corinthians 2 × 1 Coritiba - Campeonato Brasileiro de Futebol de 2011
- Palmeiras 2 × 0 Cruzeiro - Campeonato Brasileiro de Futebol de 2012
- Em 27 de outubro de 2013 recebeu público de 17.949 no jogo Corinthians e Santos.[carece de fontes?]
- Em 13 de outubro de 2016 recebeu público de 18.789 no jogo Palmeiras e Cruzeiro.[carece de fontes?]
- Ferroviária 7 × 1 Monte Azul - 28 de março de 2015[10]
- Palmeiras  0 × 0 São Paulo com público pagante de 15.173 pessoas, no dia 26 de janeiro de 2020.[11]